# Carta Geográfica do Brasil (1922)

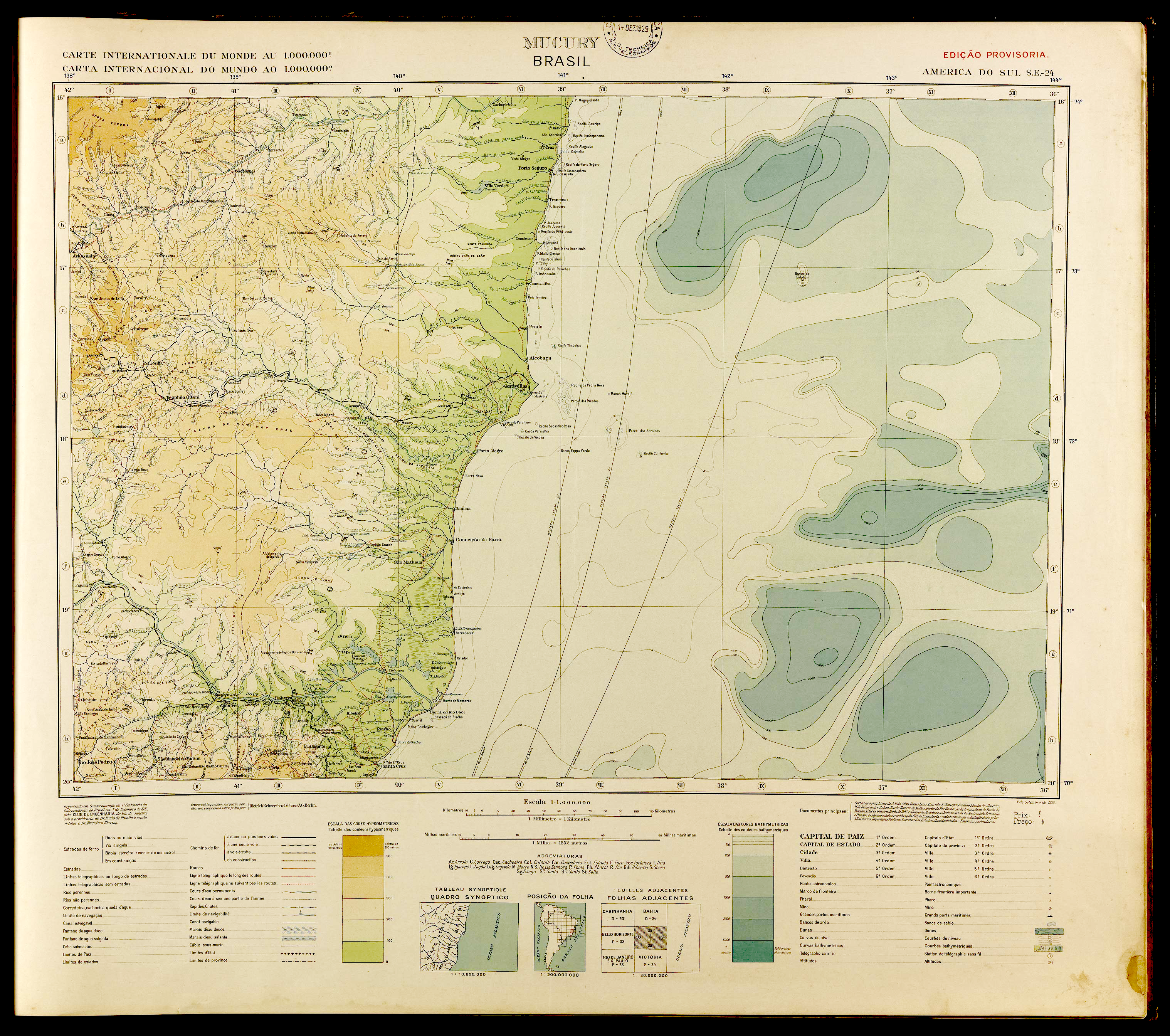
Folha Mucury da Carta Geográfica do Brasil ao Milionésimo de 1922

A Carta Geográfica do Brasil (também conhecida como Carta do Brasil ao Milionésimo ou Carta de 1922) foi o mapa do território nacional realizado pelo Clube de Engenharia para ser publicado na Exposição de Comemoração do Centenário da Independência do Brasil em 1922. O resultado foi a publicação de 50 folhas que cobrem o território nacional brasileiro na escala de 1 : 1.000.000, segundo a padronização cartográfica internacional que se desenvolvia internacionalmente na época.
O projeto começou em 17 de julho de 1915 e foi coordenado pelo Francisco Bhering, chefe da Repartição Geral dos Telégrafos e André Gustavo Paulo de Frontin, presidente do Clube de Engenharia - ambos sócios do Clube de Engenharia. O mapa fez parte da Carta Internacional do Mundo ao Milionésimo [en], uma grande iniciativa cartográfica internacional que se desenvolveu do fim do século XIX até seu início oficial em 1913.
O Escritório Central da Comissão da Carta do Brasil localizava-se no terceiro andar da sede da Repartição Geral dos Telégrafos, no atual Paço Imperial, centro da cidade do Rio de Janeiro. Lá foram elaboradas as bases cartográficas que foram enviadas para Berlim para serem corrigidas e impressas na litografia Dietrich & Reimer (Ernst Vohsen), com a participação de Artur Duarte Ribeiro, de agosto de 1921 até maio de 1923.
Grande parte das 50 folhas já estavam prontas para a exposição de 1922, mas o projeto só terminou no ano seguinte.
Representando o Brasil, o Clube de Engenharia enviou as 50 folhas correspondentes ao seu território para o Escritório da Carta Internacional do Mundo ao Milionésimo, em Southampton, Inglaterra. Uma das maiores contribuições cartográficas do mundo, e a maior da América Latina, já que Argentina entregou somente 3 folhas e os outros países foram mapeados pela Sociedade Geográfica dos Estados Unidos. Em 1940, o escritório foi bombardeado pelos alemães. No entanto, centenas de exemplares dos mapas brasileiros já haviam sido distribuídos dentro e fora da nação.

## Antecedentes
Os primeiros mapas nacionais foram resultado de compilações cartográficas de mapas europeus e luso-brasileiros produzidos em tempos coloniais. De forma deliberada ou não, estes mapas repetiam erros históricos dos limites internos e externos do Brasil, dos nomes das localidades, assim como de localizações de nascentes, curvas de rio, etc. Além de auxiliar na gestão territorial de um país, os primeiros mapas nacionais fizeram parte da construção da nacionalidade através da afirmação simbólica da identidade nacional do contorno territorial. No Brasil foi comum a publicação destes mapas em grandes eventos internacionais, conseguindo assim a divulgação de uma imagem de país moderno capaz de cartografar suas terras e também explicitar interesses econômicos para possíveis investidores comumente encontrados nesses eventos. Muitos mapas foram elaborados desde o tempo do Império, porém algumas grandes iniciativas merecem destaque na historiografia brasileira.

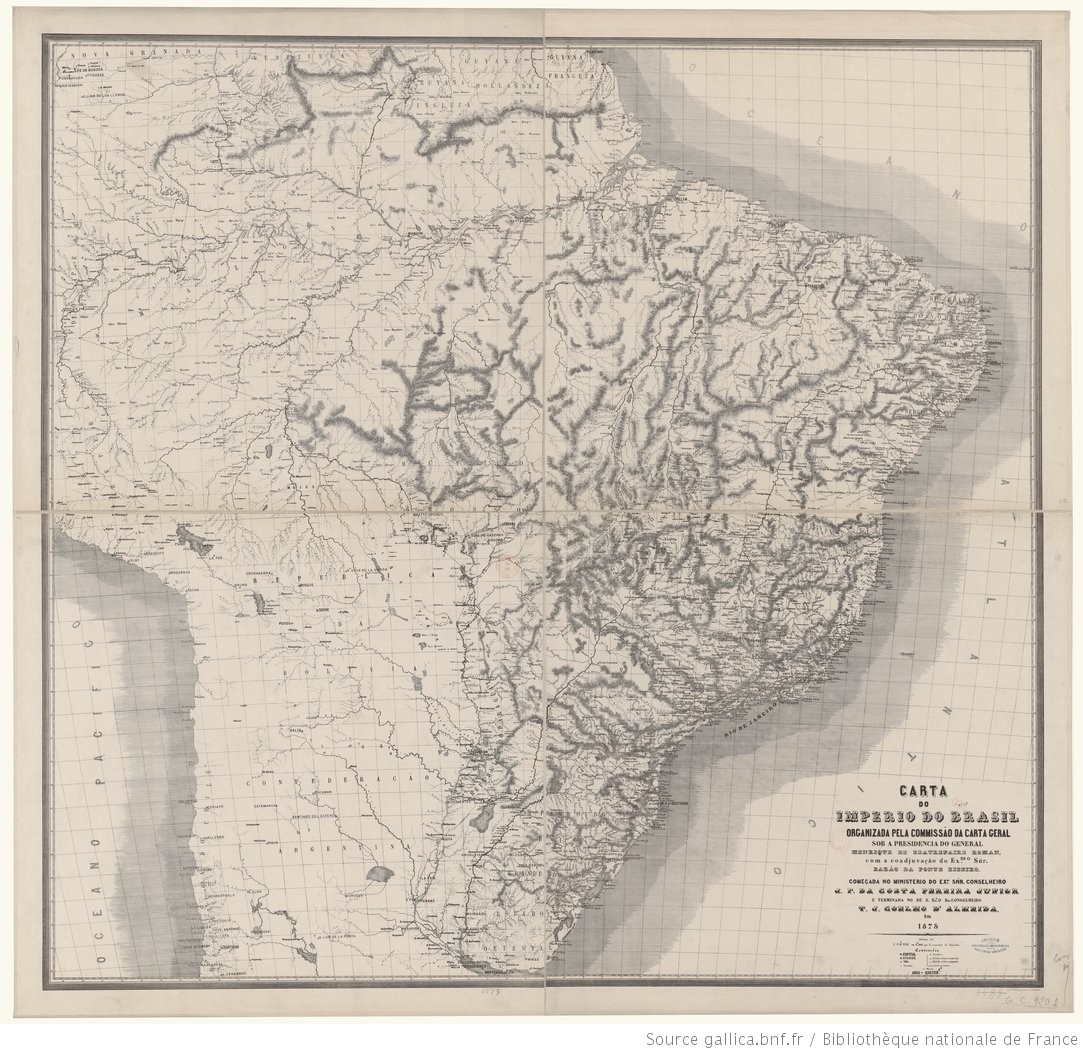
Carta Geral do Império do Brasil de 1873

### Comissão da Carta Geral do Império (1862-1878)
A primeira grande iniciativa cartográfica surge na década de 1860 com o nome de Comissão da Carta Geral do Império (1862-1878), e conectada a outras comissões cartográficas do governo imperial brasileiro. O diplomata Duarte da Ponte Ribeiro (1795-1878), entusiasta da cartografia brasileira, conseguiu localizar 330 documentos cartográficos que serviram de base para este mapa. De maneira a complementar e retificar essas informações, o segundo chefe da Comissão da Carta Geral do Império propôs que as províncias imperiais e suas municipalidades fornecessem informações cartográficas através da Comissão da Carta Archivo. Devido a motivos financeiros e políticos, a Carta Geral do Império (escala de 1 : 3.710.220) foi publicada com alguns equívocos em 4 folhas durante a exposição Nacional de 1875 e a Exposição Universal de Filadélfia de 1876, nos Estados Unidos.

### Carta Geral do Brasil (1903-1932)
Organizada pelo Estado-Maior do Exército, a Comissão da Carta Geral do Brasil foi fortemente marcada pela grande quantidade de trabalhos de campo que se iniciaram no Rio Grande do Sul, em vez de se concentrarem na compilação de mapas nos escritórios. O plano foi dividido em três atividades: as expedições para levantamento de informações 1) geodésicas e astronômicas, 2) e as operações topográficas. Já no escritório, em Porto Alegre (RS), foram realizados 3) os desenhos e complementos cartográficos. Alvo de críticas pelo poder civil, a comissão foi questionada principalmente pela morosidade dos trabalhos que depois de quase 3 décadas ainda não havia terminado o mapa do estado gaúcho. Em 1915, o governo republicano transfere a responsabilidade e o apoio da confecção de um mapa nacional para a instituição civil Clube de Engenharia. Mesmo assim, o Estado-Maior do Exército manteve a comissão até 1932.

## Contexto Internacional
No final do século XIX, os mapas publicados pelo mundo eram tão distintos entre si em estilo, escala, e tantos outros critérios que tornaram-se um obstáculo ao desenvolvimento econômico e análises científicas. Uma das principais demandas era a padronização da representação cartográfica pelos países mais poderosos. Na década de 1880, ao mesmo tempo que Inglaterra e França acentuavam suas diferenças culturais e políticas no que tange a cartografia, o Estados Unidos vivenciavam problemas econômicos sérios decorrentes da falta de padronização. A falta de um meridiano zero que pudesse padronizar a longitude nos mapas estadunidenses comprometia a segurança e eficiência das viagens de trem entre a Costa Leste e a Oeste do país. Esse problema de uma longitude zero, e portanto uma hora planetária integrada, foi resolvido através de um esforço internacional, com a presença do Brasil, que debateu no Congresso de Washington de 1884. Os resultados do evento não foram sentidos imediatamente, o Brasil, por exemplo, somente adotou a hora legal de Greenwich em 1913.
Em relação à cartografia, enquanto as principais empresas capitalistas elaboraram as infraestruturas de transporte e comunicação que facilitaria a própria cartografia, os geógrafos se reuniam em congressos internacionais para debater sobre o tema. Em 1891, o geógrafo alemão Albrecht Penck propôs “um novo mapa para um novo mundo”, uma empreitada cooperativa internacional que desenvolveria um mapa na escala ao milionésimo e com um conjunto de símbolos convencionais. Após outros congressos de geografia, a Primeira Conferência Internacional do Mapa ao Milionésimo se deu na Inglaterra em 1909 e assinalou as primeiras normas específicas para exigir que cada nação contribuísse com seu mapa. Anos mais tarde, em 1913 na segunda conferência que se deu em Paris, os ajustes finais foram estabelecidos conjuntamente por 35 países envolvidos. Cada país deveria elaborar seus mapas ao milionésimo na projeção policônica, com o meridiano zero em Greenwich, com cada folha com 4 graus de latitude por 6 graus de longitude, e o gradiente de cores muito semelhante ao utilizado hoje em dia. O esforço pela padronização cartográfica deste projeto resultou na disseminação destas características em outros mapas pelo mundo.

## A elaboração do mapa pelo Clube de Engenharia
Desde a época da fundação do Clube de Engenharia em dezembro de 1880 que seus sócios debatem a necessidade de se ter um bom mapa nacional e a aptidão do Clube a elaborá-lo. A primeira decorreu poucos meses após sua fundação pelo estadunidense que ganhou a concessão da primeira empresa telefônica no Brasil, Charles Paul Mackie. Em 1901, Paulo de Frontin apresentou esta mesma demanda em sessão ordinária do Clube. Porém, somente anos mais tarde que Francisco Bhering, ao criticar a morosidade dos trabalhos cartográficos do Estado-Maior do Exército, propôs que o Clube fizesse a Carta Geográfica do Brasil ao Milionésimo.
A metodologia proposta conjugava duas propostas presentes na história da cartografia. Por um lado, necessitava da compilação de mapas históricos para acelerar os trabalhos necessários. E, diferente do mapa do império, a Carta de 1922 contou com novos mapas com escalas melhores para trabalhar ao milionésimo, como nas cartas elaboradas pela Comissão Geográfica e Geológica do Estado de São Paulo e pela Inspetoria de Obras Contra as Secas (IOCS), os trabalhos do comandante Thiers Fleming, os trabalhos marítimos de Mouchez e Chandless, a Carta de Mato Grosso elaborada pelo Rondon, dentre outros. A complementação da compilação cartográfica se deu a partir da determinação de pontos geográficos por métodos astronômicos levantadas por expedições pretéritas e de época como a do Rondon ao Mato Grosso, e a de Paulo de Frontin ao Pará.
Organizada pelo Clube de Engenharia a partir de 1915, as folhas provisórias da Carta Geográfica do Brasil foram apresentadas na Exposição do Centenário da Independência em 1922. Embora, o Mappa Geral da República dos Estados Unidos do Brasil tenha sido publicado para a Exposição Comemorativa do Centenário da Abertura dos Portos (1908), a Carta de 1922 foi o primeiro grande atlas com ampla circulação a demonstrar o território do Acre no contorno do território brasileiro.

## O mapa hoje em dia
Os originais da Carta Geográfica do Brasil e grande parte das centenas de mapas utilizados se encontram na seção de cartografia do Arquivo Nacional, Fundo Francisco Bhering, e desde 2011 foram enquadrados como conjunto documental do projeto Memória do Mundo - Brasil pela UNESCO. Estes mapas foram digitalizados e disponibilizados pelo Arquivo Nacional, e podem ser pesquisados pelo Sistema de Informações do Arquivo Nacional - SIAN.
As edições posteriores do mapa nacional na escala ao milionésimo ficaram sob a responsabilidade do IBGE até os dias de hoje. Atualmente a CIM está disponível em meio digital na forma integrada, ou seja, um arquivo único.